# 周仁 (弘治進士)
周仁（1464年—？），字以行，廣東廣州府南海县人，民籍，明朝政治人物。

## 生平
弘治五年（1492年）壬子科廣東鄉試第二十一名舉人。弘治十二年（1499年）中式己未科會試第五十九名，三甲第七十七名進士。官推官。

## 家族
曾祖周士秀；祖周衡；父周廣。母鄭氏。具庆下。弟周禮。